# Кенни Макфарлейн
Кенни «Конг» Макфарлейн (также известный как Кинг-Конг) — вымышленный персонаж комиксов, издаваемых издательством Marvel Comics, и созданный Брайаном Майклом Бендисом и Марком Багли. Он появляется на страницах Ultimate Spider-Man. Кенни Макфарлейн один из немногих персонажей, являющийся оригинальным персонажем Ultimate Marvel. Тем не менее, его личность основана на воспоминаниях о Флэше Томпсоне во время его школьных лет. Версия персонажа позже будет представлена в основной вселенной.
В Ultimate Spider-Man, несмотря на его очевидный недостаток интеллекта, основанный на том, что он стереотипный школьный хулиган, Кенни на самом деле проницательный подросток и способен разгадать тайну личности Человека-паука, но держит это знание при себе; он уважает желание героя сохранить тайну и тайно помогает ему поддерживать её. Знание того, что Питер Паркер — Человек-паук, вдохновляет Кенни быть лучшим человеком и иногда помогать нуждающимся людям.

## Биография персонажа
Страдающий ожирением, но сильный Кенни Макфарлейн является лучшим другом Флэша Томпсона и Лиз Аллан. Кенни посещает среднюю школу Мидтауна, где играет в баскетбол за школьную команду.Там его регулярно можно застать за издевательствами над Питером Паркером. Однако, без Флэша поблизости, он проявляет более симпатичную сторону и часто демонстрируется дружелюбным и открытым по отношению к Питеру, даже позволяя Питеру остаться в его доме после того, как Питер поссорился с дядей Беном. Когда Питера кусает генетически модифицированный паук, который наделил паука способностями, Кенни раздавливает паука своими кроссовками, убивая его. Позже, заметив изменения в физической силе и способностях Питера и вспомнив укус паука, он делает вывод, что Питер является Человеком-пауком. Флэш и Лиз отказываются ему верить и требуют, чтобы он доказал это, ударив Питера сзади. Паучье чутьё Питера предупреждает, что удар приближается, и он охотно принимает оскорбления, так и не раскрывая свои способности, что, по-видимому, разубеждает Кенни. За этим противостоянием наблюдает новенькая студентка Гвен Стейси, заступившаяся за Питера, замахнувшись ножом на Конга.
Отношение Конга к Питеру смягчается после того, как последний присоединяется к баскетбольной команде и демонстрирует глубокую преданность своему новому товарищу по команде. Конг сохраняет увлечение Человеком-пауком вплоть до поклонения герою. Со временем Кенни становится лучше, перестает издеваться и пытается совершенствоваться в учебе. Услышав о предстоящем фильме «Человек-паук», Конг объявляет кастинг на роль статиста. Его единственной репликой было: «Посмотри в небо, это Человек-паук!». Благодаря успеху фильма он добился некоторой известности в своей школе.
Когда Кенни и Питер делят наказание, Питер говорит Кенни, что Флэш общается с последним исключительно из чувства превосходства и плохо с ним обращается. Независимо от того, принимает Кенни слова Питера близко к сердцу или нет, позже у него происходит конфликт с Флэшем после того, как последний начинает высмеивать новую ученицу Китти Прайд за то, что она мутант; Кенни швыряет Флэша в шкафчик и яростно заставляет своего друга извиниться, утверждая, что его «тошнит от [Флэша] расистского дерьма», положив конец их дружбе в процессе. Испуганный Флэш покидает сцену, а Питер и Эм-Джей знакомят Китти с Кенни, и пара уходит, разговаривая. Позже его видят в доме Китти, и Китти позже рассказывает Питеру о том, что встречается с Кенни.
Позже, когда мутантные способности Лиз проявляются на вечеринке, Кенни говорит Питеру пойти помочь ей; он все еще знал, что Питер был Человеком-пауком с самого начала, но держал это знание при себе. Когда федеральные войска арестовали Китти за то, что она была мутантом после событий «Ультиматума», Кенни был одним из немногих одноклассников, который заступился за Китти, физически напав на агента, чтобы выиграть ей время для побега. Китти провалилась вместе с Кенни сквозь пол в канализацию, и они возобновили свои отношения. Позже Китти рассказывает Питеру, что мать Кенни увезла его из штата.
Позже Конг появляется на мероприятии, организованном Мэй Паркер в честь Питера, и беседует с Китти наедине.
После событий Secret Wars, которые, казалось бы, разрушили вселенную Кенни, выясняется, что он вступил в армию США после окончания средней школы в восстановленном мире.

## Альтернативные версии

### Основная вселенная (Земля-616)
Кеннет «Кенни Конг» Макфарлейн дебютировал в основной вселенной Marvel в Starbrand & Nightmask #1 (февраль, 2016). Он является студентом Эмпайр-Стейт-университета и знакомится с Кевином Коннором и Адамом Блэквейлом. Он обнаруживает, что они на самом деле супергерои под псевдонимами Звёздный бренд и Маска ночного кошмара, но никому не рассказывает о их секрете.

## Имя персонажа
Сценарист Брайан Майкл Бендис не называл Кенни Макфарлейна постоянно во время его работы над Ultimate Spider-Man. В первых выпусках его называют прозвищем Кинг-Конг или просто Конг, а иногда даже по его настоящему имени. В первом выпуске намекали, что его фамилия Харлан, а в выпуске № 15 его мать назвала его Клиффордом. Примерно в то же время в Ultimate Marvel Team-Up, в комиксе, также написанном Брайаном Майклом Бендисом, учитель называет его Кенни. В результате этой информации в «Официальном справочнике Ultimate Marvel Universe» он был упомянут как «Конг Харлан, он же Клиффорд Кеннет Харлан». Однако в выпуске Ultimate Spider-Man #82 его имя, наконец, было раскрыто как «Кенни МакФарлейн». В интервью Брайна Майкла Бендиса подтверждается, что это его настоящее имя.

## Вне комиксов

### Телевидение
- В мультсериале «Новые приключения Человека-паука» Кенни МакФарлейна озвучивал Эндрю Кишино. В этой версии (где его имя изменено на Кенни Конг) он более толстый, чем мускулистый, а его этническое происхождение изменено на китайско-американское. Он играет в футбольной команде средней школы Мидтауна вместе с Флэшем Томпсоном и Рэнди Робертсоном. Они вместе с Флэшем также, как и в комиксах, издеваются над Питером Паркером. Он встречался с Глори Грант, пока Глори не порвала с ним из-за того, что он был слишком инфантильным. Глори позже прощает его, и они снова вместе, хотя Глори все еще раздражает его ребячество.

### Видеоигры
- Кенни МакФарлейн появляется в видеоигре Ultimate Spider-Man в качестве камео. Его персонажа можно увидеть в разделе списке персонажей этой игры.